# Madonna Medici (Michelangelo)
La Madonna Medici è una scultura marmorea (h 226 cm) di Michelangelo Buonarroti, databile al 1521-1534 e facente parte della decorazione della Sagrestia Nuova in San Lorenzo a Firenze.

## Storia
Dal carteggio michelangiolesco e altri documenti si apprende che la Madonna col Bambino, detta Madonna Medici, fu tra le prime statue ad essere iniziate per il complesso della Sagrestia Nuova già nel 1521. Nel 1526 risultava ancora in lavorazione e nel 1534, quando Michelangelo partì definitivamente per Roma, venne lasciata nel presente stato incompiuto e trasportata in Sagrestia dal Tribolo, che montò anche le altre statue sui sarcofagi.
Esistono alcuni disegni preparatori databili al 1524 circa (British Museum n. 1859-6-25-570 e Graphische Sammlung Albertina n. 152), che mostrano un gruppo meno compatto, con le gambe della Madonna parallele tra loro.

## Descrizione e stile
Lo schema compositivo ha diverse analogie col bassorilievo giovanile della Madonna della Scala. La Vergine si trova seduta su un blocco di marmo più o meno cubico e allatta il Bambino che si gira verso di lei con una pronunciata torsione, nascondendo il volto allo spettatore. Questo movimento, insieme con le gambe intrecciate di Maria, genera un vorticoso dinamismo, che è bilanciato dalla testa inclinata della Vergine, analogamente a quanto avviene anche nel Genio della Vittoria più o meno coevo.